# Mëgtyg"ëgan
Il Mëgtyg"ëgan (in russo Мёгтыгъёган?) è un fiume della Russia siberiana, affluente di sinistra del fiume Vach. Scorre nel bassopiano della Siberia occidentale, all'interno del Nižnevartovskij rajon del Circondario autonomo degli Chanty-Mansi-Jugra.

## Descrizione
Il fiume ha origine dalla confluenza di due fiumi maggiori: il Bol'šoj Mëgtyg"ëgan (Большой Мёгтыгъёган) che scorre da sinistra, lungo 255 km, e il Malyj Mëgtyg"ëgan (Малый Мёгтыгъёган), lungo 164 km, che confluisce da destra.
Il Mëgtyg"ëgan scorre in direzione est-ovest e incontra il Vach a 470 km dalla sua foce. La lunghezza del fiume è di 36 km. L'area del suo bacino è di 7 390 km². Suo principale affluente (da sinistra) è il Lontkas"ëgan (Лонткасъёган).